# Emma Benestan
Emma Benestan és una directora, guionista i editora franco-algeriana nascuda a Montpeller a l'abril de 1988.

## Carrera
Després d'estudiar al departament de muntatge de La Fémis (2012), Emma Benestan va dirigir alguns curtmetratges: Un monde sans bête (2018), Goût Bacon (preseleccionat per al César al Millor Curtmetratge 2018), Belle Gueule.
Va participar en l'edició de La vida d'Adèle (2013) i de Mektoub, my love (2018) d'Abdellatif Kechiche.
Guionista del drama radiofònic Petite sauvage enregistrat a la Maison de la Radio l'any 2017, va rebre el mateix any el premi del públic al Festival Premiers Plans d'Angers.
També va coescriure diversos curtmetratges, entre ells "Haut les cœurs" presentat a competició al 74è Festival Internacional de Cinema de Canes.
El seu primer llargmetratge, Fragile, es va estrenar als cinemes de França el 25 d'agost de 2021 i va rebre una càlida recepció crítica.

## Filmografia

### Directora

#### Curtmetratges
- 2011 : Toucher l'horizon[10]
- 2014 : Belle gueule[11]
- 2016 : Goût Bacon[12]
- 2018 : Un monde sans bêtes,[13] codierctor Adrien Lecouturier[4]
- 2019 : Prends garde à toi

#### Llargmetratges
- 2021 : Fragile
- 2024 : Animale

### Guionista
- 2021 : Haut les cœurs d'Adrian Moyse Dullin (curtmetratge)
- 2023 : Chien de la casse de Jean-Baptiste Durand

### Muntatge
- 2013 : Gare du nord de Claire Simon
- 2017 : Mektoub, my love : canto uno d'Abdellatif Kechiche

#### Ajudant d'edició
- 2013 : La vida d'Adèle d'Abdellatif Kechiche
- 2014 : Gaby Baby Doll de Sophie Letourneur
- 2016 : Le Concours de Claire Simon

## Distincions
Per Goût Bacon va guanyar el permi al millor curtmetratge France Télévision 2017 al Festival del Curtmetratge de Clermont-Ferrand